# Parapyrenis elongata
Parapyrenis elongata är en svampart som beskrevs av Aptroot 1991. Parapyrenis elongata ingår i släktet Parapyrenis och familjen Requienellaceae.   Inga underarter finns listade i Catalogue of Life.